# Maurice Van Damme
Pour les articles homonymes, voir Van Damme.
Maurice Van Damme, né en 1888, est un escrimeur belge, ayant pour arme le fleuret.

## Biographie
Lors des Jeux olympiques d'été de 1924 à Paris, il remporte une médaille d'argent en fleuret par équipes et une médaille de bronze en fleuret individuel.